# Nordiskt centrum för kulturarvspedagogik
Nordiskt centrum för kulturarvspedagogik (NCK) är ett icke-vinstdrivande aktiebolag som ägs av tolv kulturarvsinstitutioner runt om i Norden och i Baltikum med Stiftelsen Jamtli (länsmuseet i Jämtland) som majoritetsägare. Centret har även en regional förankring i Jämtlands län och utgör en aktör inom lokala/regionala kulturarvsfrågor.
Kulturarvspedagogikens olika riktningar är museipedagogik, arkivpedagogik, konstpedagogik och kulturmiljöpedagogik. Centret arbetar med forskning, metodutveckling och fortbildning för att analysera kulturarvets potential. Detta görs i samarbete med kulturarvsinstitutioner, universitet och regioner i Norden och övriga Europa. Centret bjuder in till konferenser, kurser och föreläsningar. I samband med centrets årliga vårkonferens utdelas sedan 2007 ett pris till en person eller institution som står för framstående insatser inom det kulturarvspedagogiska området.
Kontoret i Östersund finns i samma byggnad som Landsarkivet i Östersund och Föreningsarkivet i Jämtlands län.